# 西吉田町
西吉田町（にしよしだちょう）は、愛知県瀬戸市長根連区の町名。丁番を持たない単独町名である。

## 地理
瀬戸市の西部に位置する。西を見付町、北を共栄通、東を東吉田町、南を水無瀬町と隣接している。

### 河川
- 善光寺川（瀬戸川支流） ： 町の北西端、共栄通との町境を北東に流れている。

- 善光寺川（西吉田町・共栄通境）

### 学区
市立小・中学校に通う場合、学区は以下の通りとなる。また、公立高等学校普通科に通う場合の学区は以下の通りとなる。
| 番・番地等 | 小学校             | 中学校               | 高等学校 |
| ---------- | ------------------ | -------------------- | -------- |
| 全域       | 瀬戸市立長根小学校 | 瀬戸市立水無瀬中学校 | 尾張学区 |

なお、町内全域において、特定区域における校区外通学が認められており、申請をすれば瀬戸市立陶原小学校への進学も可能である。

## 歴史

### 町名の由来
町名設定の際、旧今村字吉田の西方にあることから名付けられたと推察される。

### 沿革
- 1943年（昭和18年）8月9日 - 瀬戸市大字今字吉田の一部により、同市西吉田町として成立[2]。

## 世帯数と人口
2024年（令和6年）1月1日現在の世帯数と人口は以下の通りである。
| 町丁     | 世帯数  | 人口  |
| -------- | ------- | ----- |
| 西吉田町 | 209世帯 | 490人 |

### 人口の変遷
国勢調査による人口の推移
| 1995年（平成7年）  | 509人 | [ 12 ] |  |
| 2000年（平成12年） | 495人 | [ 13 ] |  |
| 2005年（平成17年） | 505人 | [ 14 ] |  |
| 2010年（平成22年） | 545人 | [ 15 ] |  |
| 2015年（平成27年） | 520人 | [ 16 ] |  |
| 2020年（令和2年）  | 495人 | [ 17 ] |  |

### 世帯数の変遷
国勢調査による世帯数の推移。
| 1995年（平成7年）  | 158世帯 | [ 12 ] |  |
| 2000年（平成12年） | 166世帯 | [ 13 ] |  |
| 2005年（平成17年） | 168世帯 | [ 14 ] |  |
| 2010年（平成22年） | 174世帯 | [ 15 ] |  |
| 2015年（平成27年） | 184世帯 | [ 16 ] |  |
| 2020年（令和2年）  | 185世帯 | [ 17 ] |  |

## 交通

### 鉄道
町内に鉄道は走っていない。最寄り駅は名鉄瀬戸線瀬戸市役所前駅になる。

### バス
町内にバスは走っていない。最寄りのバス停は、名鉄バス「本地ヶ原線」【36】【50】【51】【52】系統の瀬戸商工会議所前バス停・瀬戸市役所南バス停になる。

### 道路
町内に国道・県道は通っていない。

## 施設
- 光國寺[8] ： 真宗大谷派[18]。1698年（元禄10年）越後国中頸城郡里五十公野村大字中ノ地に創立され、1931年（昭和6年）に本多環師によって移転中興されたが、中興以前の縁起については不祥[18]。本尊は阿弥陀如来[18]。
- 善光寺別院[8] ： 浄土宗[19]。1928年（昭和3年）長野の善光寺より本尊を迎えて善光寺別院となり、1936年（昭和11年）に本堂を建立すると同時に善光寺大本願尼公上人を迎え開山[19]。本尊は一光三尊善光寺如来[19]。
- 韓国民団 瀬戸支部 ： 1948年（昭和23年）9月に設立し、1970年（昭和45年）4月26日に新築開館[20]。支団長は朴仁秀[20]。瀬戸市、尾張旭市に居住する韓国人の生活拠点として建設[20]。

- 真宗大谷派光國寺
- 浄土宗善光寺別院
- 韓国民団 瀬戸支部

## その他

### 日本郵便
- 郵便番号 : 489-0807[6]（集配局：瀬戸郵便局[21]）。